# Bayano
Bayano (auch bekannt als Bayamo, Vallano, Vayamo oder Ballano) war ein afrikanischer Sklave der Spanier, der die größten Sklavenaufstände im 16. Jahrhundert in Panama anführte, die Bayano-Kriege. Die Hauptquelle für Leben und Taten Bayanos ist der spanische Franziskaner Pedro de Aguado.

## Leben
Über Bayanos Leben in seiner Heimat Westafrika ist wenig bekannt. Es wird vermutet, dass er der Ethnie der Mandinka angehörte und muslimischen Glaubens war. 1552 geriet er in Gefangenschaft und wurde zusammen mit etwa 400 anderen Sklaven auf einem Sklavenschiff nach Amerika verschleppt. Das Schiff lief jedoch auf Grund, sodass die Gefangenen entkommen konnten. Als Anführer einer Gruppe geflohener Sklaven, im zeitgenössischen Spanisch Cimarrones genannt, führte Bayano einen mehrere Jahre währenden Guerillakrieg gegen die Spanier. Die Zahl der von Bayano befehligten Cimarrones wird je nach Quelle auf 400 bis 1.200 Cimarrones beziffert. Bis 1553 war er zu einem gefürchteten Kontrahenten der Spanier geworden, die ihn als el rey negro Bayano („der schwarze König Bayano“) bezeichneten. Mehrfach attackierte er mit seinen Anhängern spanische Siedlungen und insbesondere die Gold- und Silberkarawanen, die auf dem Camino Real von der Pazifik- zur Karibikküste reisten.
Bayano beherrschte zwei Siedlungen (palenques) in der Nähe von Nombre de Dios an der panamaischen Karibikküste: Eine davon befand sich auf einer steilen Anhöhe, war mit Palisaden befestigt und hauptsächlich von jungen Männern bewohnt, eine zweite diente als Rückzugsort der Frauen, Kinder und Alten. Die Gemeinschaft war heterogen zusammengesetzt und umfasste neben etwa einem Dutzend afrikanischer Ethnien auch entlaufene Indianersklaven, die ursprünglich aus Peru und Nicaragua stammten.
Drei Expeditionen im Auftrag des Gouverneurs von Panama, Álvaro de Sosa, zur Beendigung von Bayanos Sklavenrevolte scheiterten militärisch. Im Oktober 1556 wurde der Konquistador Pedro de Ursúa vom peruanischen Vizekönig Andrés Hurtado de Mendoza, der sich damals in Panama aufhielt, beauftragt, die Aufständischen zu unterwerfen. Von Nombre de Dios aus führte Ursúa daraufhin in einem 25-tägigen Marsch durch den tropischen Regenwald etwa 40 bis 70 Kämpfer zu Bayanos befestigter Siedlung, die sich jedoch als uneinnehmbar erwies. Stattdessen schloss er mit Bayano einen Waffenstillstand und bot ihm an, Panama mit den Spaniern zu teilen. Während einer Feier betäubten die Spanier Bayano und mehrere Dutzend seiner Anhänger mit präpariertem Wein, überwältigten sie und führten sie zurück nach Nombre de Dios in die Sklaverei. Bayano wurde als Trophäe für den peruanischen Vizekönig nach Lima deportiert. Als freier Mann kam er später ins Exil nach Spanien, wo er unter Hausarrest in relativem Wohlstand lebte und eines natürlichen Todes starb.
Der Name Bayano ist auch heute noch berühmt und taucht in vielen lokalen Bezeichnungen wie Río Bayano, Bayanosee, Bayano-Damm, dem Namen eines Tals und den Namen mehrerer Unternehmen auf.